# Aliana Lohan
Pour les personnes ayant le même patronyme, voir Lohan.
 (juillet 2008).
Si vous disposez d'ouvrages ou d'articles de référence ou si vous connaissez des sites web de qualité traitant du thème abordé ici, merci de compléter l'article en donnant les références utiles à sa vérifiabilité et en les liant à la section « Notes et références ».
Aliana Lohan née le 22 décembre 1993 à Cold Spring Harbor aux États-Unis, est une mannequin, actrice et chanteuse américaine. Elle est la sœur de Lindsay Lohan et a deux frères dont un porte le nom Michael Jr. et l'autre Cody.

## Biographie
Elle est née dans le quartier de Cold Spring Harbor à New York au Long Island. Sa mère Dina Lohan est manager et son père Michael Lohan travaille comme commentateur de télévision,.
Elle est aujourd'hui l'héroïne d'une émission de télé-réalité, "Living Lohan" aux côtés de son frère, Cody Lohan et de sa mère, Dina sur la chaîne E!. Elle joue avec la petite sœur de Miley Cyrus, Noah Cyrus dans le film Le Pacte mystérieux (Mostly Ghostly).

## Filmographie
| Année | Titre               | Rôle                  | Notes |
| ----- | ------------------- | --------------------- | ----- |
| 1998  | À nous quatre       | L'enfant à l'aéroport |       |
| 2000  | Life-Size           | jeune fille           |       |
| 2008  | Le Pacte mystérieux | Traci Walker          |       |

| Année | Titre                                  | Rôle      | Notes                  |
| ----- | -------------------------------------- | --------- | ---------------------- |
| 2005  | E! True Hollywood Story: Lindsay Lohan | Elle-même |                        |
| 2008  | Living Lohan                           | Elle-même |                        |
| 2011  | Keeping Up with the Kardashians        | Elle-même | (Saison 6, Épisode 15) |
| 2014  | Lindsay                                | Elle-même | (Saison 1, Épisode 1)  |
| 2022  | Noël tombe à pic                       | Bianca    |                        |